# Époque guano
 (mars 2025).
Si vous disposez d'ouvrages ou d'articles de référence ou si vous connaissez des sites web de qualité traitant du thème abordé ici, merci de compléter l'article en donnant les références utiles à sa vérifiabilité et en les liant à la section « Notes et références ».
Des années 1820 aux années 1860, les îles Chincha, au Pérou, furent exploitées pour leur guano, engrais de première qualité à l'époque. Ces amas d'excréments d'oiseaux marins ont été utilisés en tant qu’engrais très efficace, en vertu de sa grande concentration en composés azotés. 
L'époque guano (également appelée « République du guano ») fait référence à cette période de stabilité et de prospérité du Pérou au milieu du XIXe siècle, l'économie étant soutenue par les revenus substantiels générés par l'exportation du guano des îles côtières et par le leadership fort du président Ramón Castilla. 
Cette matière première était principalement exportée vers les États-Unis, la France et le Royaume-Uni, notamment à bord de clippers. Pendant quelques décennies, le Pérou vit son activité économique augmenter considérablement.
La date de début de l'ère guano est généralement considérée comme étant 1845, l'année où Castilla a commencé son premier mandat présidentiel (20 avril 1845 - 20 avril 1851). Elle a pris fin peu après la guerre entre l'Espagne et le Pérou en 1866.

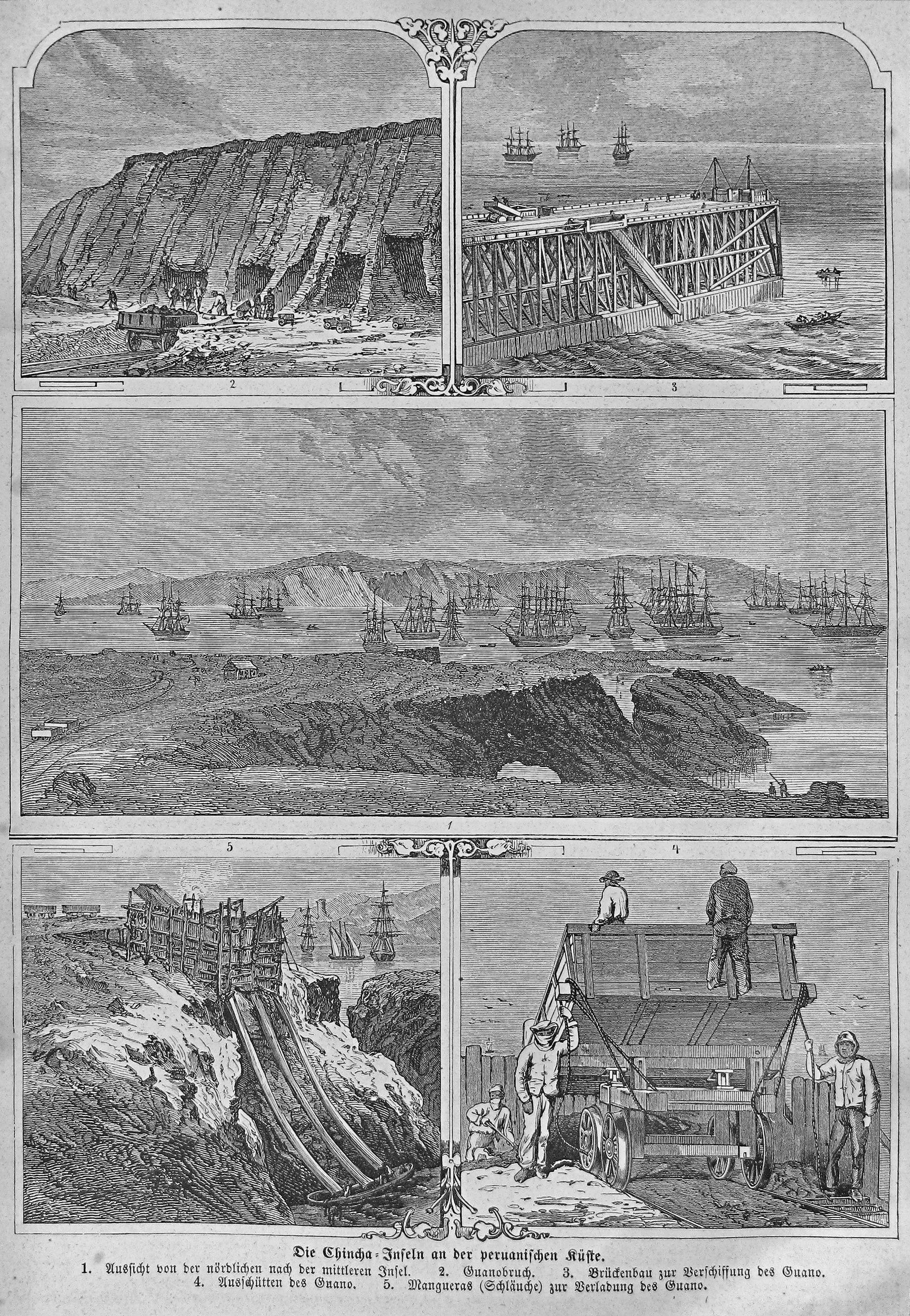
Exploitation du guano aux îles Chincha. De gauche à droite, de haut en bas : A) Extraction à la main du guano ; B) Quai de transbordage du guano ; C) Île du centre ; D) Déversoirs à guano ; E) Déchargement d'un wagon de guano.

## L'ère du guano
L'État péruvien était le propriétaire des gisements de guano des îles côtières et le premier intéressé à profiter de cette ressource naturelle. Pour atteindre cet objectif, il a cherché à s'associer avec des capitaux privés, péruviens et étrangers, ainsi l'État a fourni la ressource et les entrepreneurs privés le capital nécessaire.

### Premiers contrats
Le marchand péruvien Francisco Quirós a été le premier à s'associer à l'État. En 1841, il signe un contrat de bail dont il détient les droits d'exploitation en échange de ne payer que 10 000 pesos par an pendant 6 ans. L'État, dans un premier temps fut bénéficiaire, puisque cette somme était conséquente pour son budget et car c'était le premier argent qui provenait de la vente de cette ressource. Cependant, au bout de quelques mois les prix que les agriculteurs anglais étaient prêts à payer se sont mis à augmenter et il est vite devenu évident que la ressource avait été sous-évaluée par l'État. Des voix critiques s'élevaient pour dire que Quirós faisait ainsi d'excellentes affaires aux dépens de l'État.
Pour faire taire ces critiques l'État péruvien annula ce bail en 1842 pour signer des contrats de vente directe avec des hommes d'affaires privés nationaux et étrangers. Pendant cinq ans, différents contrats de vente directe ont ainsi été signés avec des Péruviens comme Francisco Quirós lui-même et des firmes commerciales étrangères comme l'Anglais Anthony Gibbs. Au cours de ces années, environ 300 000 tonnes de guano ont été exportées. La marge bénéficiaire de l'État était de 30 % de la valeur de ce qui était vendu. Bien que ces sommes ne représente pas un revenu significatif, elles suffisent pour que le Pérou soit éligible aux crédits et prêts de l'étranger.

L'État, tout au long de la période de 1840 à 1875, a continué à chercher à obtenir une plus grande proportion de la valeur totale du guano vendu et a décidé de changer une seconde fois le mode de vente. Le système de vente qui est resté actif le plus longtemps (1847 à 1869) était le système de consignation. Ce système était un accord entre l'État et des hommes d'affaires péruviens comme Francisco Quirós ou Manuel Pardo et des étrangers comme les Britanniques Gibbs ou Grace. Dans ce système, l'exploitation du guano était accordée pour une période de temps en échange d'un pourcentage variant entre 35 et 45 %. Le destinataire était chargé de l'ensemble du processus d'extraction, d'exportation et de vente du guano. L'État recevait une partie des revenus après la vente. Le problème était que l'État avait besoin de liquidités et ne pouvait pas attendre que les revenus soient partagés. Pour cette raison, les destinataires sont devenus les plus grands prêteurs de l'État, facturant entre 4 et 13 % d'intérêts. 

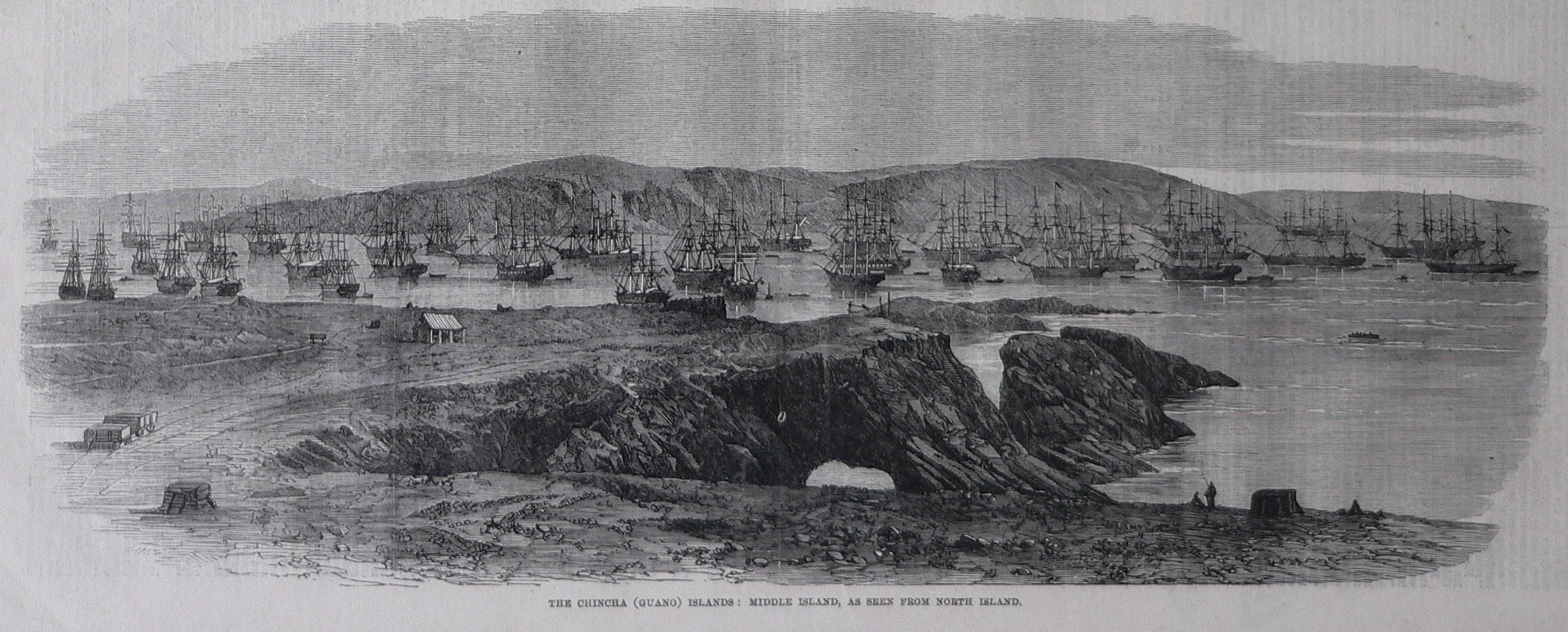
Clippers chargeant du guano aux îles Chincha en 1863.

### La prospérité
Le Pérou est alors devenu le premier exportateur mondial de guano. Entre 1840 et 1880, le niveau des exportations a atteint 11 millions de tonnes, qui ont été vendues en Europe et en Amérique du Nord pour environ 750 millions de pesos (38 millions de dollars américains). Les revenus générés par la vente de guano sont devenus la principale source de recettes fiscales, qui ont considérablement augmenté.
Entre 1845 et 1880, l'État dispose de ressources économiques abondantes grâce au guano. C'était une période de relative prospérité et de plus grande stabilité politique, en particulier pendant les deux gouvernements de Ramón Castilla (1845-1851 et 1855-1862)
En 1847, Castilla a introduit le système de consignation: l'État péruvien a chargé des particuliers d'exploiter le produit, en échange de quoi les commerçants destinataires gardaient un pourcentage des bénéfices (5%).

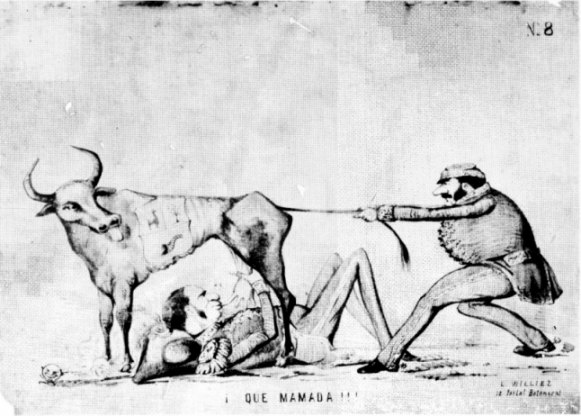
"Quelle tétée !" Caricature sur le scandale financier du paiement de la dette.

Ce n'est qu'avec la deuxième élection de Ramón Castilla en 1854 que la République péruvienne trouve une paix intérieure relative et peut organiser sa vie politique et économique. Castilla a définitivement aboli l'esclavage et la peine de mort et a mis en place les politiques pour promouvoir l'extraction et l'exportation du guano des îles, qui inaugurèrent une ère de prospérité dans le pays. Les premiers chemins de fer et éclairage au gaz arrivent au Pérou à cette période. Le successeur de Castilla, José Rufino Echenique poursuit cette politique, mais le scandale financier lié au remboursement des dettes intérieures et extérieures du Pérou déclenche à Arequipa la révolution libérale de 1854 (es). 
Castilla passé à l'opposition contre son ancien collaborateur, récupère le pouvoir pour un second mandat. Au cours de ce deuxième gouvernement Castilla, les Constitutions de 1856 (libérale) et la Constitution de 1860 (conservatrice) sont promulguées, les services postaux et les carrières publiques sont réorganisés. En 1862, Castilla remet l'essentiel de l'exploitation du guano à un groupe d'hommes d'affaires péruviens, qui grâce à cela deviennent riches assez rapidement.

### La "guerre du guano"
En 1863, l'Espagne tente de s'emparer des îles Chincha. Le Pérou et le Chili unissent leurs forces et pour tenter de repousser les forces navales espagnoles. C'est la guerre hispano-sud-américaine, aussi connue sous le nom de « guerre du guano ». 
L'expédition espagnole envahie les îles et déclenche un incident international avec de grandes conséquences pour la politique intérieure péruvienne, qui entraine le coup d'État contre le président Juan Antonio Pezet, le gouvernement de Mariano Ignacio Prado et la déclaration de guerre à l'Espagne. Après la bataille de Callao (2 mai 1866), la flotte espagnole se retire des côtes du Pérou.

### Le contrat Dreyfus

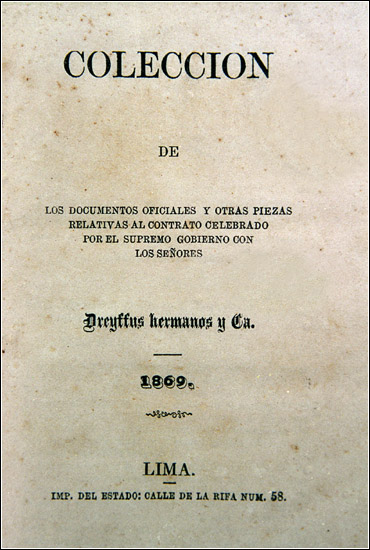
Couverture du document original du contrat Dreyfus.

Le gouvernement du colonel José Balta (1868-1872) fut prodigue dans les travaux d'infrastructure (construction du chemin de fer central), bien que les premiers signes de dépenses publiques excessives soient déjà perçus. À la fin de son gouvernement, l'élection, pour la première fois, d'un président civil, Manuel Pardo y Lavalle, a conduit à une insurrection militaire qui s'est terminée par l'assassinat de Balta et la réaction furieuse de la population de Lima (qui a exécuté les usurpateurs). Ainsi se termine ce que l'historien Jorge Basadre a appelé « el primer militarismo ». Le gouvernement Pardo a mis en œuvre d'importantes réformes de type libéral dans l'organisation de l'État. Cependant, la principale ressource de l'État, le guano, surexploité, a commencé à s'épuiser et une crise économique à laquelle le successeur de Pardo, Mariano Ignacio Prado a dû faire face, était inévitable, au milieu d'une quasi-faillite de l'État.
En 1869, l'État péruvien a mis fin au système de consignataire et, malgré les protestations des entrepreneurs nationaux (les «fils du pays»), a cédé l'ensemble de l'entreprise à la maison d'affaires du financier français Auguste Dreyfus par le biais du « contrat Dreyfus » dont l'architecte était le ministre des Finances Nicolás de Piérola. Par ce contrat Dreyfus avait les droits sur toutes les exportations de tous les sites d'exploitation du guano vers les principaux marchés en échange de paiements anticipés à l'État. Un prix de référence et une quantité de guano à exporter par an ont été établis pour savoir combien l'homme d'affaires paierait. Bien que ce contrat ait l'avantage de donner beaucoup d'argent à l'avance à l'économie de l'État, il a l'inconvénient de rendre l'État dépendant d'un opérateur unique. Quand en 1872 le prix du guano sur le marché international commencera à baisser, Dreyfus cessera de payer à l'État les grosses sommes des premières années et quand en 1875 l'homme d'affaires décidera de quitter l'entreprise, l'État se retrouvera privé de revenu du jour au lendemain et la crise sera dramatique.

### Les dérives de l'exploitation du guano
Entre 1840 et 1879, le guano du Pérou engendra d’énormes richesses, car le pays, propriétaire exclusif des dépôts de Guano détenait le monopole mondial de ce fertilisant. L'État concéda l'exploitation du guano à des exploitants mais garda le contrôle des échanges. Plusieurs hommes d’affaires bâtirent d’immenses fortunes en exploitant ces richesses ; ce fut notamment le cas du Français Auguste Dreyfus, qui se trouva grâce au guano à la tête de l’une des plus grandes fortunes du monde. 
La demande de cet engrais était telle que, en 1856, le Congrès des États-Unis adopta le Guano Islands Act, toujours en vigueur au XXIe siècle, qui autorise tout citoyen américain à réclamer, au nom des États-Unis, toute île inhabitée et non revendiquée susceptible de contenir du guano.
En 1863, des navires négriers péruviens vinrent enlever plus de 1 400 indigènes de l'île de Pâques (qui ne sera annexée par le Chili qu'en 1888). Ce sont entre un tiers et la moitié de la population de Rapa Nui, qui sont ainsi vendu comme esclaves aux exploitants des îles à guano,,. Sous la pression de la France, du Chili et du Royaume-Uni, les autorités péruviennes firent rapatrier une centaine de Pascuans, mais seuls une quinzaine d'entre eux parvinrent au terme du voyage, les autres ayant succombé à la tuberculose et à la variole,. Celle-ci se propagea de ces survivants aux habitants de l’île qui avaient échappé aux esclavagistes ; en 1877, la population pascuane ne comptait plus que 111 personnes contre 2500 avant 1850.

## L'influence de Castilla

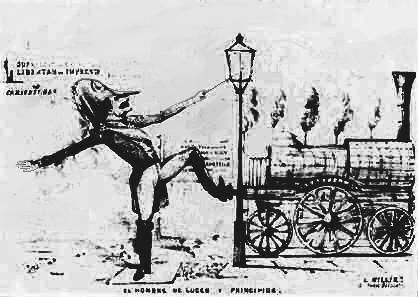
Caricature de Ramón Castilla à côté d'une locomotive à vapeur et d'un réverbère.

Le 20 avril 1845, Ramón Castilla assume la présidence. Ce premier gouvernement prend fin le 20 avril 1851, permettant au général José Rufino Echenique, l'un des principaux conseillers de Castilla de prendre le pouvoir. 
Le gouvernement d'Echenique, bien que mettant l'accent sur une politique de progrès, était composé principalement de conservateurs et a souffert de l'opposition des libéraux qui se sont finalement rebellés. Ramón Castilla s'est finalement impliqué dans la rébellion, devenant bientôt son chef. Echenique vaincu, Castilla a assumé la présidence pour la deuxième fois. 
La réintégration de Castilla comme président a apporté la stabilité institutionnelle; gestion de l'économie nationale par l'établissement de budgets fixes, prestige économique à l'étranger par le remboursement de la dette extérieure grâce au guano, sécurité interne, position internationale reconnue sur le continent, progrès intellectuel et matériel, ainsi que l'initiation du développement de l'Amazonie.

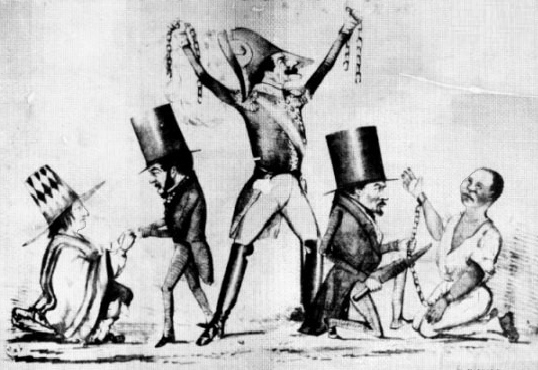
Caricature sur l'abolition du tribut et de l'esclavage par le gouvernement Castilla.

Avant Castilla, les dépenses de l'État étaient calculées de façon désordonnée. Castilla a mis en œuvre le système budgétaire et a organisé la vente de guano par le système des crédits. En utilisant l'argent du guano, il a pu régler la dette internationale avec diverses nations, dette qui existait depuis le temps de l'indépendance.
Les communications vers l'intérieur ont commencé à s'améliorer avec la construction de routes et la mise en place de chemins de fer; entre Lima et Callao, puis Tacna-Arica et Lima-Chorrillos.
Dans le domaine social l'abolition de l'esclavage de la petite population de noirs au Pérou a eu des conséquences sur les exploitations de guano. 
Pour compenser le manque de travailleurs sur les îles, le gouvernement de Castilla autorisa en 1849 l'importation de Chinois. Cette immigration chinoise permis de diversifier encore davantage la population de la nation. 

## Fin de l'ère guano
(mars 2025).
Le contenu est difficilement compréhensible vu les erreurs de traduction, qui sont peut-être dues à l'utilisation d'un logiciel de traduction automatique.
Tout au long des années 1840 à 1872, l'État péruvien a obtenu des revenus croissants grâce à l'exploitation du guano par ses partenaires privés. Au total, on estime que pas moins de 65 % des sommes générées par la vente du guano sont allées à l'État péruvien. Cependant, très peu de cet argent a été investi pour le développement du pays et la plus grande partie a été dépensée sans tenir compte du fait qu'un jour cette activité pourrait prendre fin.

### Vers la guerre du Pacifique
C'est dans ces circonstances que surgit le différend territorial entre le Chili et la Bolivie qui vise à annexer une région riche en salpêtre. Contraint d'aider les Boliviens par un traité secret, le Pérou entre en guerre en 1879. La guerre du Pacifique ou « guerre du salpêtre », se termine par l'occupation de Lima par les troupes chiliennes de 1881 à 1883 et la perte territoriale des provinces de Tarapacá et d'Antofagasta au profit du Chili. Cette guerre a généré des blessures profondes au Pérou, car ces régions étaient très riches en guano et en nitrate. Après une période d'instabilité politique après la défaite (gouvernements de Miguel Iglesias et Andrés Avelino Cáceres à trois reprises), le gouvernement de Nicolás de Piérola arrive au pouvoir en 1895 soutenu par le Parti démocrate.

### La dette
Avant cette guerre contre le Chili, l'État péruvien s'était déclaré en défaut de paiement, en raison des prêts accordés pour l'achat de guano à l'étranger. Le Pérou s'est retrouvé sans moyen direct de rembourser l'argent donné avant l'exportation de cette matière première et cela a alors généré plus de dette que de profit. La situation financière du pays s'est encore aggravée par les dépenses occasionnées pour la création des chemins de fer. En 1870 le gouvernement de Lima et ainsi déclaré en faillite.[pas clair]

### Avantages et inconvénients du guano

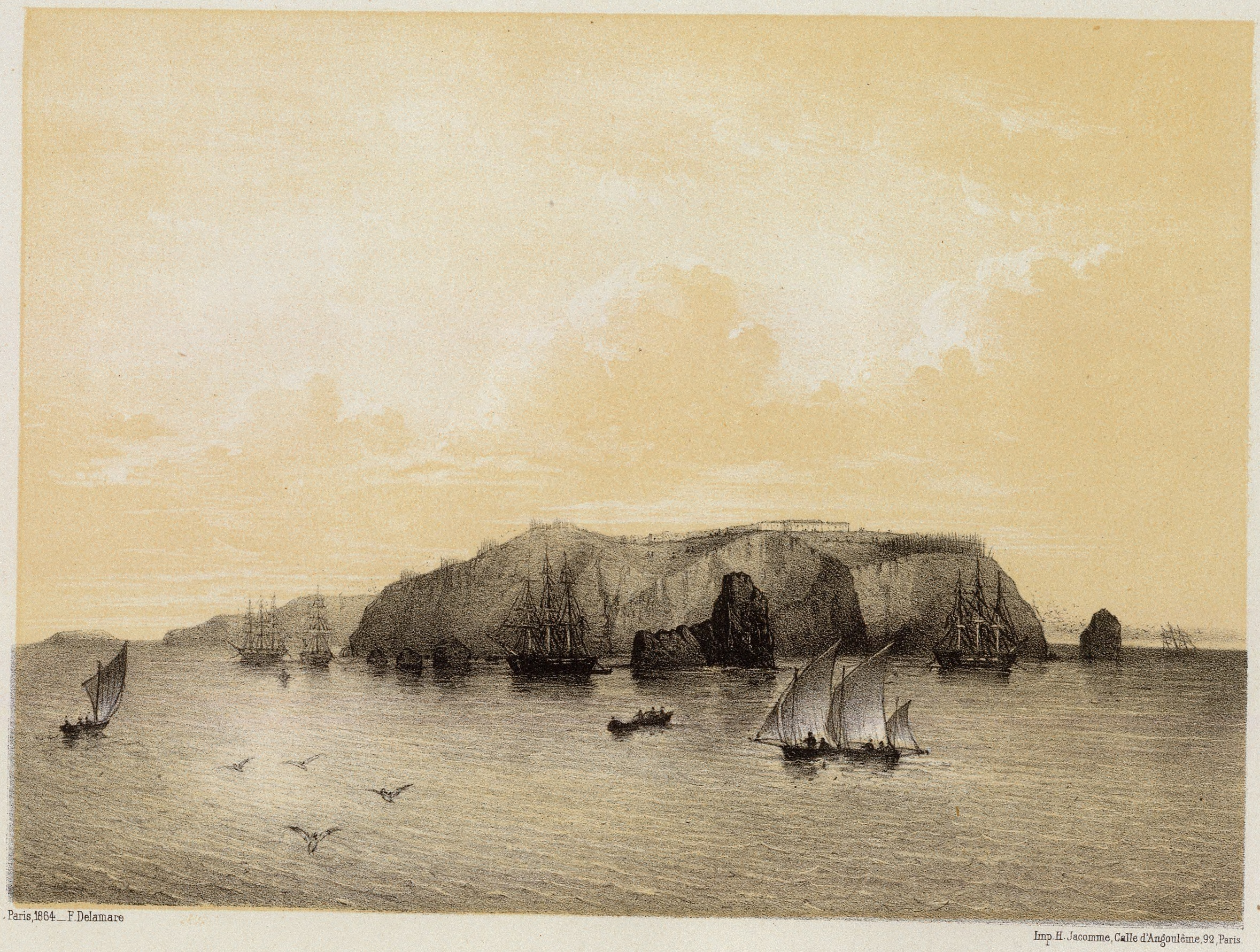
Peinture représentant les îles Chincha pendant l'ère Guano.

Avantages : Le Pérou a été favorisé par la possession des îles à guano sur son littoral, ce qui en fait un monopole naturel. Le peu de concurrence qu'il avait se situait en Afrique, mais le produit africain était de moindre qualité et fut épuisé ou plutôt «pillé» en peu de temps. Cette situation de monopole affectaient principalement les pays acheteurs qui dépendaient du produit et en ont - pendant un temps - payé n'importe quel prix. 
Cette période d'expansion pour le Pérou a attiré de nombreux immigrants.
Les revenus d'abord destinés au paiement de la dette extérieure et intérieure du Pérou, ainsi qu'à la construction de voies ferrées ont ensuite servis à l'acquisition d'armes utilisées dans le conflit avec le Chili. Ce revenu a également été utilisé pour faire «rembourser» au gouvernement les esclaves noirs, la loi leur ayant donné leur liberté.
Inconvénients : Le boom économique a entrainé la corruption de l’administration publique et l’augmentation aveugle des titres de créance détenus par les prêteurs.
Une guerre avec les États-Unis, qui menaçaient de prendre les îles par la force (un navire de guerre longeant pendant quelque temps les côtes péruviennes) a été évitée, le Pérou acceptant in extremis d'abaisser le prix du guano.
Après l'abolition de l'esclavage, l'immigration de Chinois pour l'extraction du guano a été encouragée, mais les conditions de travail inhumaines en conduisirent beaucoup au suicide.
Enfin, les stocks de guano ont été surexploités, il ne restait plus que 10% de ce qui était initialement disponible et de plus, le nitrate a commencé à remplacer le guano dans son utilisation agricole. Ce type de crise économique liée à l'exploitation massive des ressources naturelles d'un pays sera appelée plus tard "Maladie hollandaise". 
La disponibilité d'un engrais ou d'un produit de substitution moins cher est arrivée en 1915, avec la découverte du chimiste allemand Fritz Haber permettant de produire artificiellement des substances à haute teneur en azote. De cette manière, les engrais industriels ont réduit l'extraction du guano et du nitrate à des niveaux minimaux.
L'argent du guano a disparu, gaspillé et des dettes inexistantes ont été payées. Puis le Chili remporta la guerre du Pacifique, privant le Pérou des territoires à salpêtre. Ainsi, au début du XXe siècle, le Pérou fut plongé dans une profonde crise économique et sociale.

### Fin de l'ère guano

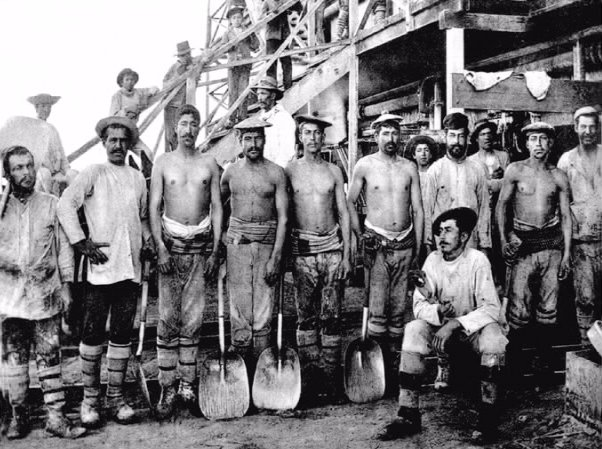
Travailleurs chiliens du nitrate en 1876.

Les années 1870 ont été pour l'économie péruvienne "une décennie de crise et de changement"[citation nécessaire]. L'extraction de nitrate a augmenté tandis que l'extraction de guano a diminué et la canne à sucre a détrôné le coton comme principale culture de rapport. Les exportations de guano sont tombées de 575 000 tonnes en 1869 à moins de 350 000 tonnes en 1873 et les îles Chincha et autres îles guano ont été épuisées ou proches de l'être. Les autre dépôts disponibles étant de mauvaise qualité.
Lorsqu'en 1873 le Pérou imposa le principe de l'« estanco »,  c'est-à-dire l'interdiction de la vente libre du nitrate, pour réserver son commerce ou son exploitation à une personne ou une entreprise déterminée. La plupart des grandes entreprises de nitrate s'y opposèrent. 
Alors que la situation économique se détériorait et que le Pérou avait d'importantes dettes à l'étranger, l'estanco fut plus tard remplacé par le monopole péruvien du nitrate (en), sur la production et les exportations. Pour maintenir le monopole, le Pérou acheta en 1876 les concessions de nitrate que l'Américain Henry Meiggs avait en Bolivie. 
Le Chili n'était pas considéré comme un concurrent sérieux en raison du coût élevé de ses gisements de nitrates, trop éloignés des ports, mais la société Antofagasta Nitrate and Railway, contrôlée par le chilien Agustín Edwards et opérant en Bolivie, était un concurrent sérieux.
La production des îles Chincha atteignit à son apogée 600 000 tonnes par an à la fin des années 1860. Lorsque les gisements furent épuisés, environ 12,5 millions de tonnes (20 millions selon certaines sources) en avaient été extraits,.

### Galerie des présidents à l'époque guano (1845-1868)

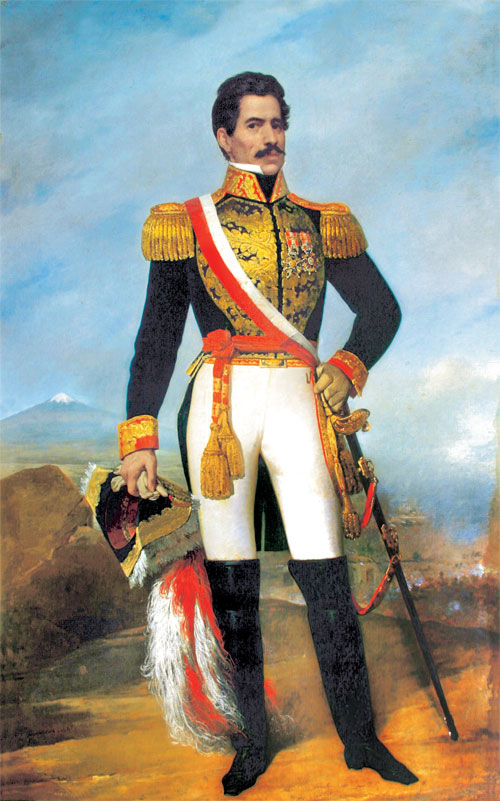
Ramón Castilla (1845-1851)
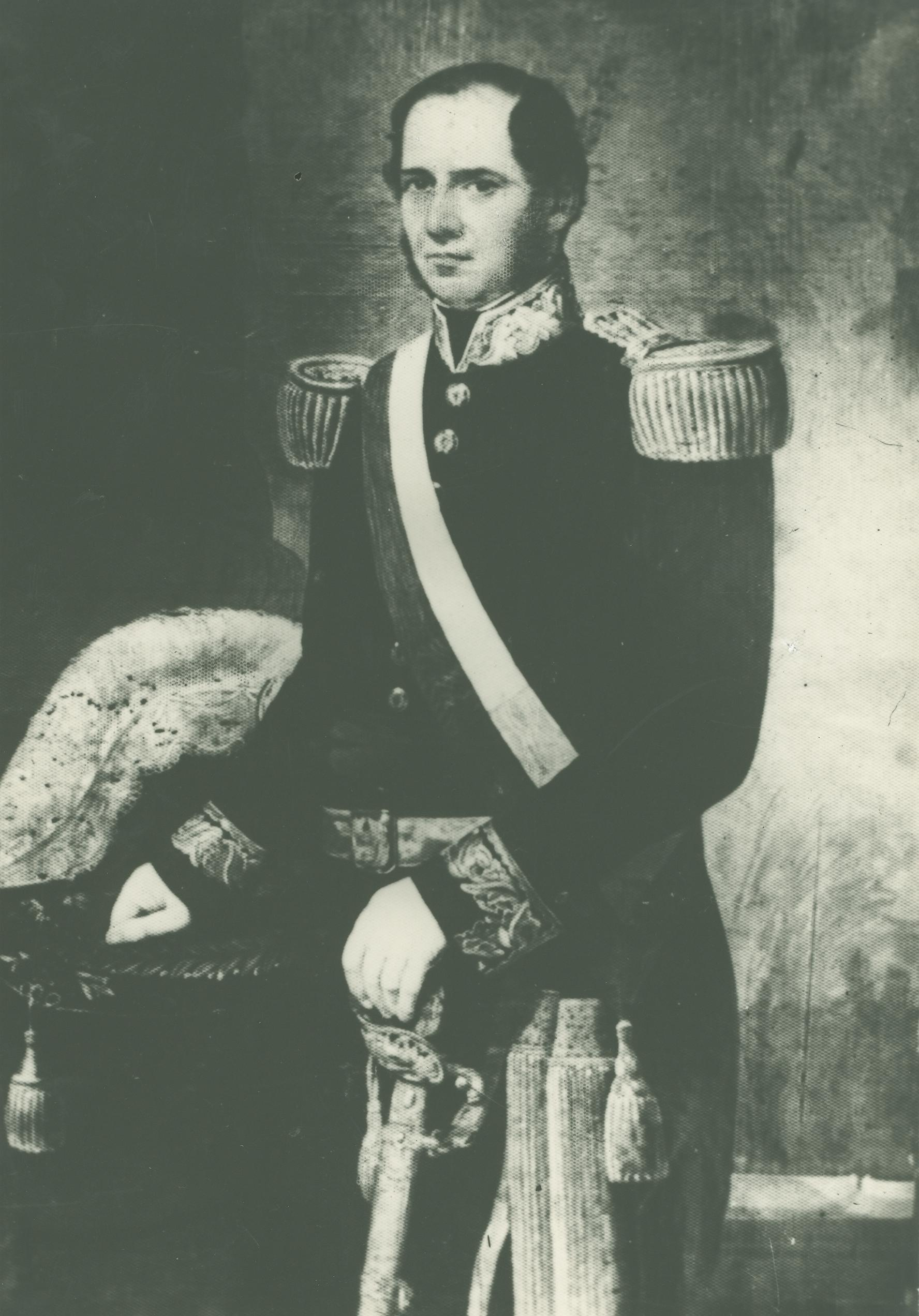
José Rufino Echenique (1851-1855)
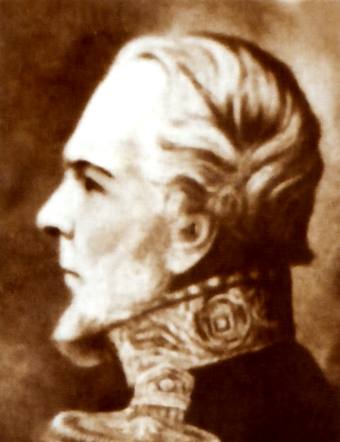
José Miguel Medina (1854-1855)
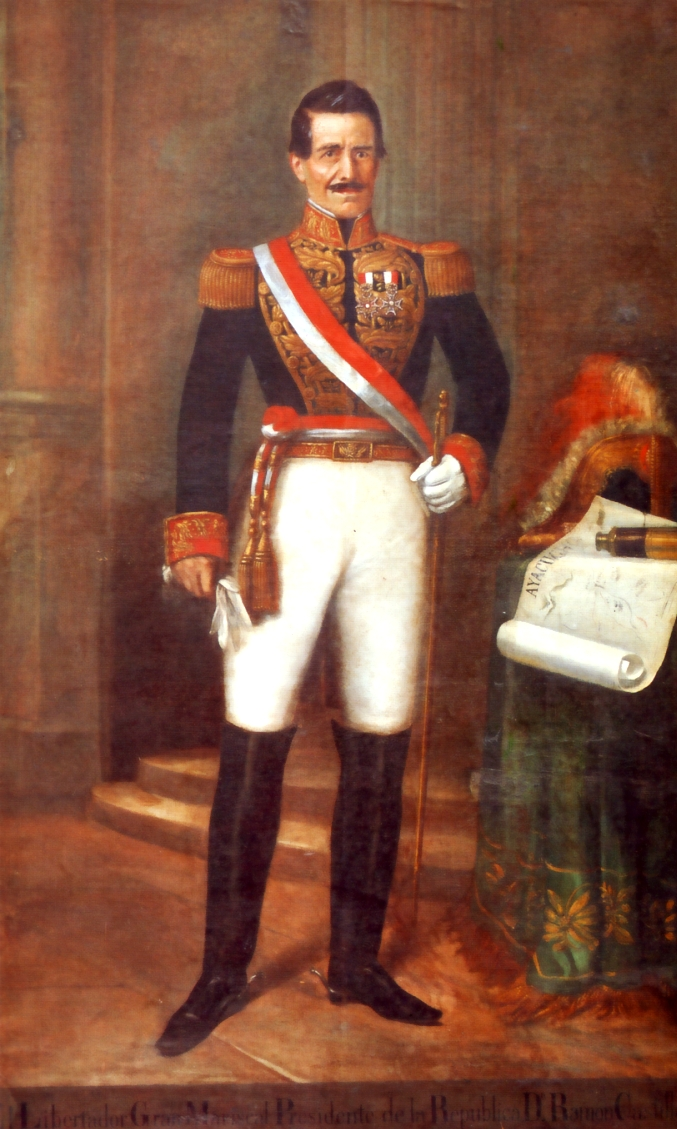
Ramón Castilla (1855-1857)
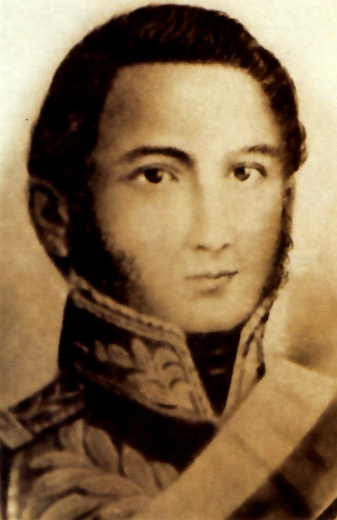
José María Raygada (1857-1858)
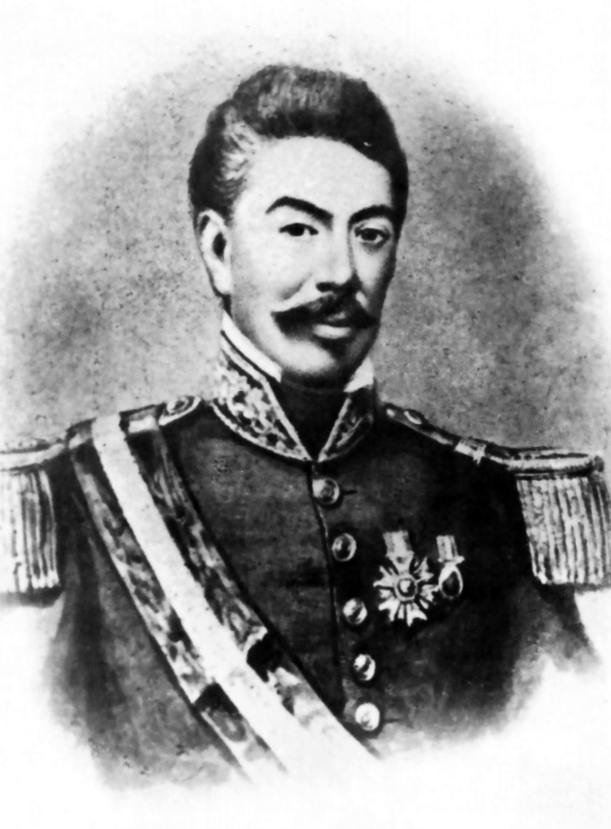
Miguel de San Román (1858)
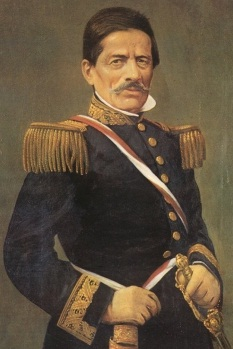
Ramón Castilla (1858-1862)
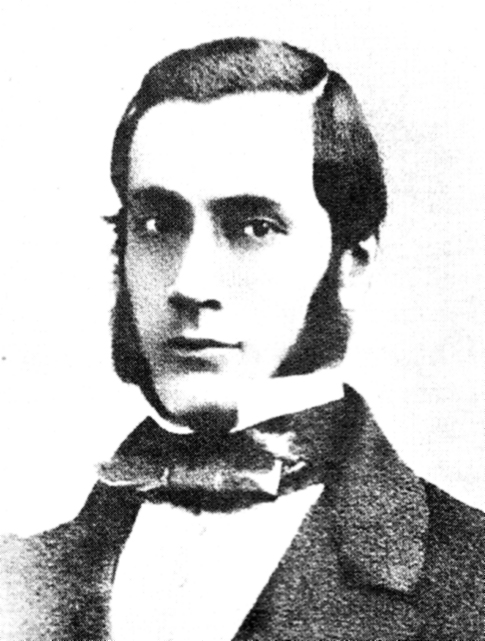
Juan Manuel del Mar (1859-1860)
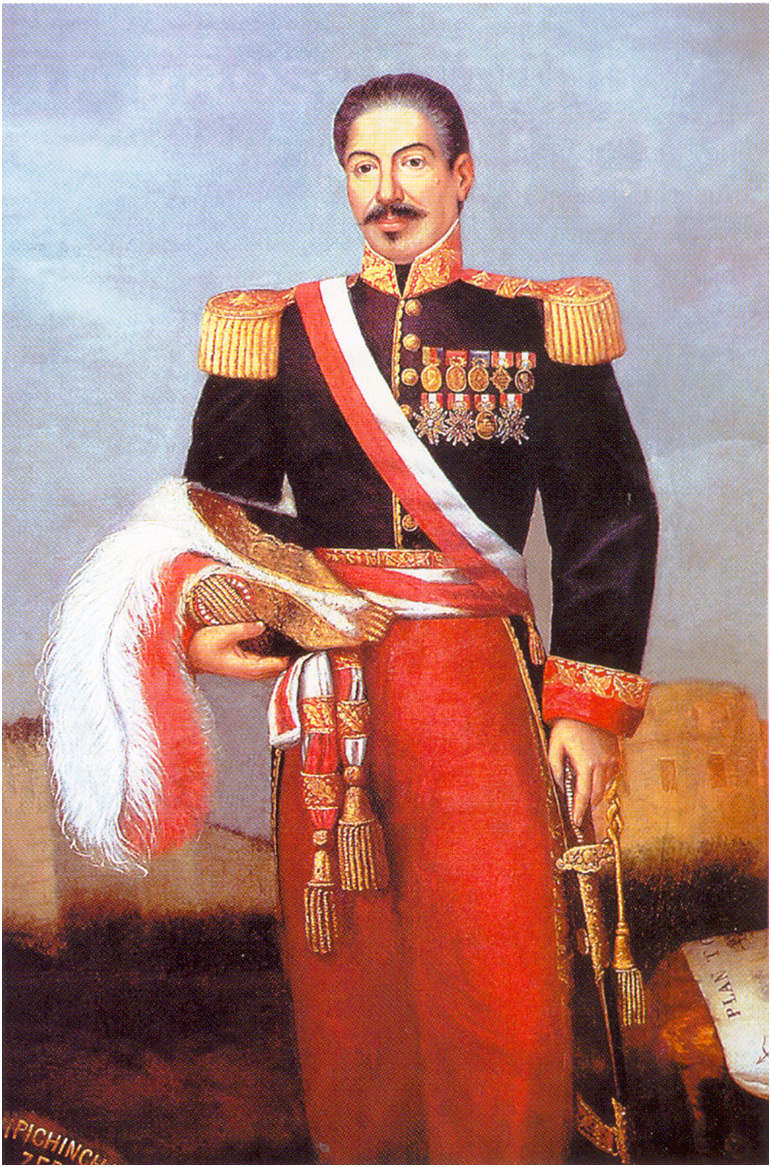
Miguel de San Román (1862-1863)
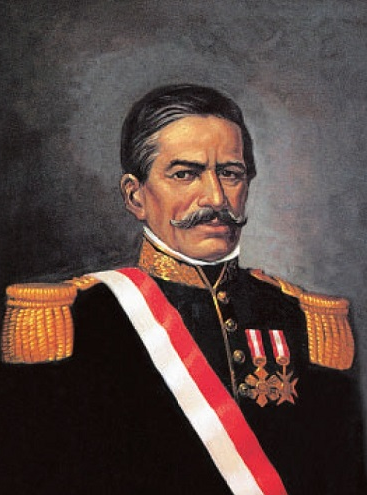
Ramón Castilla (1863)
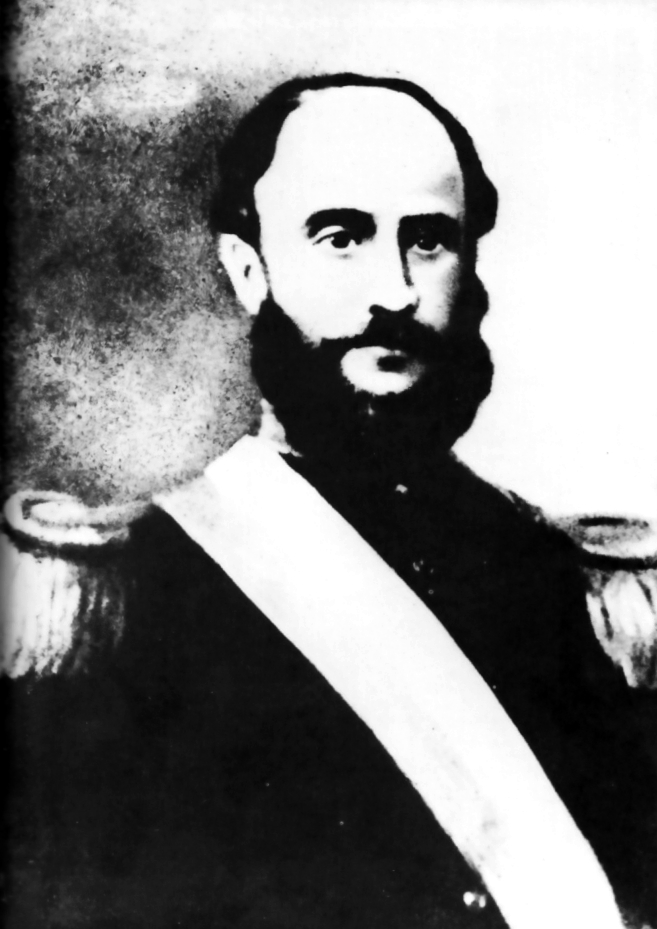
Pedro Diez Canseco Corbacho (1863)
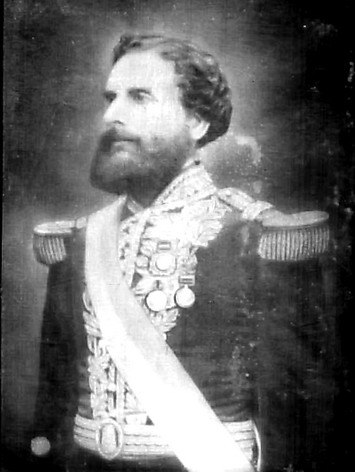
Juan Antonio Pezet (1863-1865)
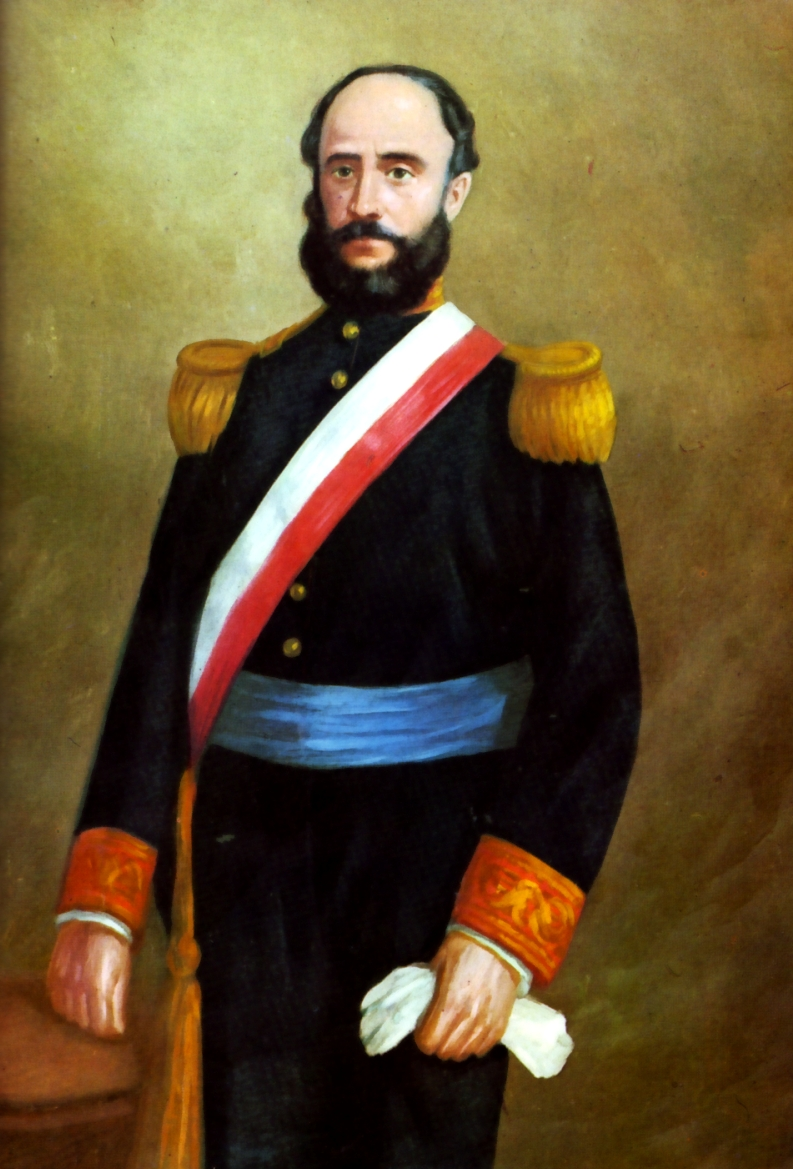
Pedro Diez Canseco Corbacho (1865)
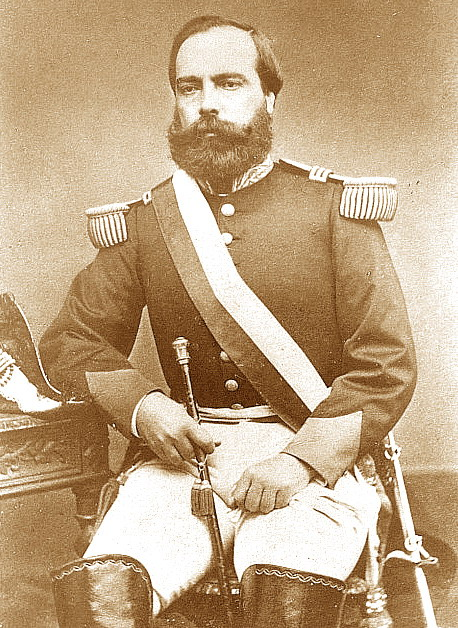
Mariano Ignacio Prado Ochoa (1865-1868)